# アンジェロ・エンリケス
- アンヘロ・エンリケス

アンジェロ・ホセ・エンリケス・イトゥラ（Ángelo José Henríquez Iturra、1994年4月13日 - ）は、チリ・サンティアゴ出身のサッカー選手。ミエジュ・レグニツァ所属。ポジションはFW。

## クラブ経歴
2011年に母国のウニベルシダ・デ・チレでプロデビュー。デビュー後リーグ戦17試合で11得点を挙げたことで2012年9月5日、プレミアリーグのマンチェスター・ユナイテッドFCに引き抜かれ、背番号21を着用することとなった。しかし、トップチームデビューは叶わず、3クラブへのレンタル移籍を経て2015年7月6日にNKディナモ・ザグレブへ完全移籍した。
その後は中南米のクラブを転々とし、2022-23シーズンに欧州へ帰還し、ポーランドのミエジュ・レグニツァへ加入した。

## 代表経歴
チリ代表として、2009年に南米U-15選手権に出場し2ゴールを挙げた。また2011 南米U-17選手権では3ゴールを決めた。
2012年11月14日のセルビアとの親善試合でA代表デビューし、代表初得点も挙げた。

## 獲得タイトル

### クラブ
ウニベルシダ・デ・チレ
- プリメーラ・ディビシオン 2011クラウスーラ, 2012アペルトゥーラ
- コパ・スダメリカーナ 2011

ウィガン・アスレティックFC
- FAカップ 2012-13

NKディナモ・ザグレブ
- プルヴァHNL 2014-15, 2015-16, 2017-18
- フルヴァツキ・ノゴメトニ・クプ 2014-15, 2015-16, 2017-18

フォルタレーザEC
- カンピオナート・セアレンセ : 2022